# Cantaloupe Island
Cantaloupe Island is een jazzstandard, gecomponeerd door Herbie Hancock. Het nummer behoort tot de souljazz en was bedoeld voor het album Empyrean Isles. De originele versie werd destijds opgenomen samen met Tony Williams (drumstel), Ron Carter (contrabas), Freddie Hubbard (kornet) en natuurlijk Herbie Hancock zelf op de piano.
Cantaloupe Island heeft een eenvoudige akkoordenstructuur met trage akkoordwisselingen waarbij een akkoord minstens vier of vijf maten aangehouden wordt. 
Het nummer is vaak gecoverd. Bekende covers werden gemaakt door El Chicano en de rapgroep Us3 (opgenomen als "Cantaloop (Flip Fantasia)"). Iets minder bekend zijn de versies van Milton Nascimento, Yonderboi, Jack DeJohnette, Jean-Luc Ponty, Claude Nougaro, Pat Metheny, Donald Byrd, Mark Murphy, Poncho Sanchez en Hugh Masekela.